# 茅場町站
茅場町站（日语：／ Kayabachō eki */?）是位於日本東京都中央區日本橋茅場町一丁目，屬於東京地下鐵的鐵路車站。日比谷線與東西線皆在本站停靠。日比谷線的車站編號是H 13、東西線是T 11。

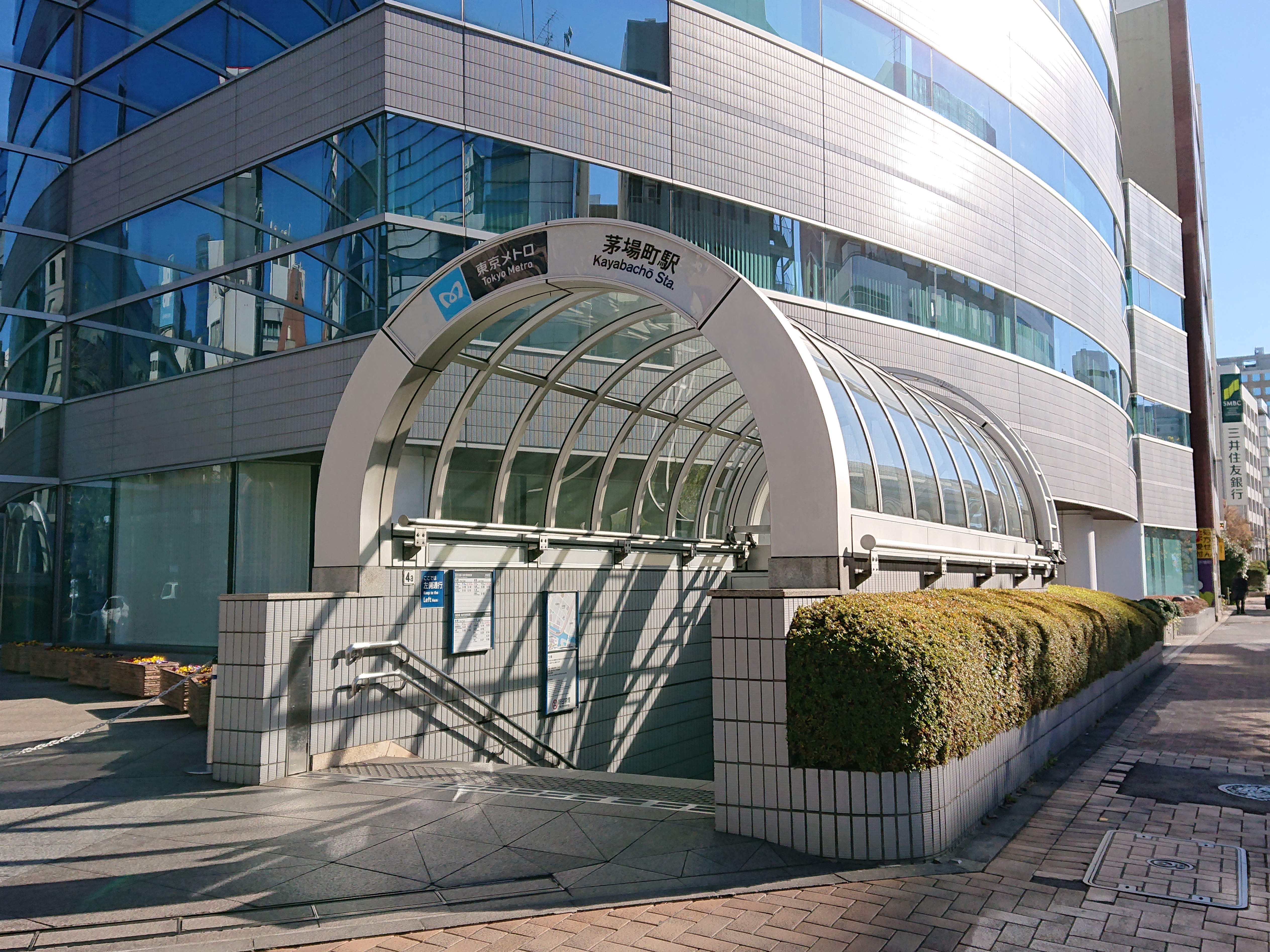
4a出入口(2019年1月)

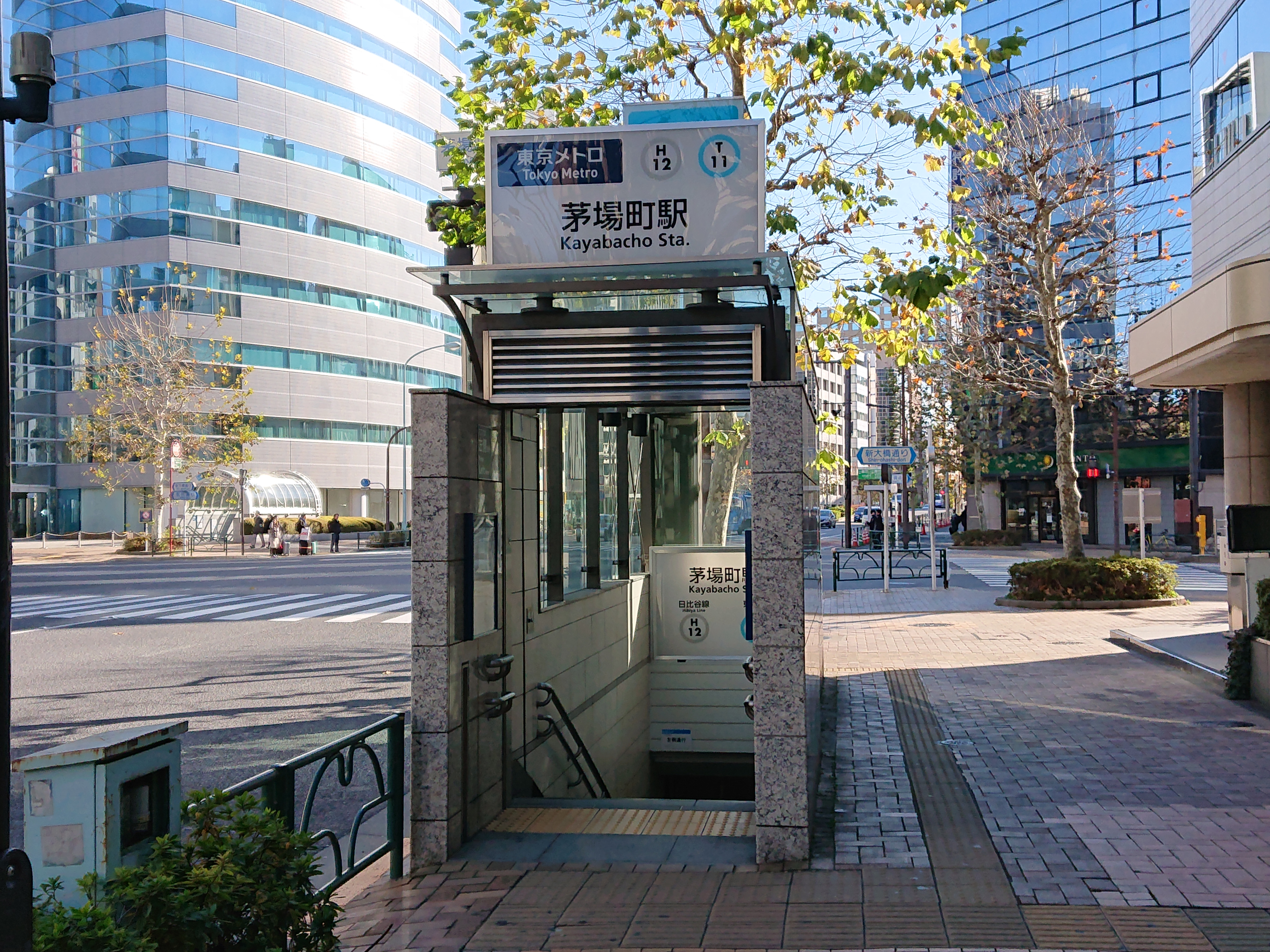
6號出入口(2019年1月)

## 歷史
- 1963年（昭和38年）2月28日：帝都高速度交通營團（營團地下鐵）日比谷線人形町站至東銀座站通車，茅場町站一併啟用。
- 1967年（昭和42年）9月14日：營團地下鐵東西線大手町站至東陽町站通車，茅場町站啟用，成為日比谷線和東西線的轉乘站。
- 1980年（昭和55年）：日比谷線月台啟用空調。
- 1981年（昭和56年）：東西線月台啟用空調。
- 2004年（平成16年）4月1日：隨著營團地下鐵民營化，成為東京地下鐵的車站。
- 2006年（平成18年）4月1日：引入管區制，上野站務區、秋葉原站務區、茅場町站務區合併，成立上野站務管區。此站是上野站務管區茅場町地域的管理站。
- 2015年（平成27年）度：大規模改善工程開工。
- 2020年（令和2年）度：預定大規模改善工程完工。

## 車站構造
本站為地下車站，日比谷線是相對式月台2面2線、東西線是島式月台1面2線。
東西線的中野側有緊急用單向橫渡線與信號控制所。過去是剪式橫渡線，往中野方向電車在停靠本站時會廣播「本站發車後，請注意搖晃。」，之後為了減輕搖晃與減少維護花費改為單向橫渡線，現在已取消廣播。
日比谷線開業時，是與築地站等車站一樣是月台兩端有剪票口與出入口的單純構造。之後在東西線開通後，由於車站東側有龜島川，東西線月台無法與日比谷線月台形成T字型轉乘站、因此以永代通與新大橋通交會的茅場町一丁目交差點作為軸心，形成L字型車站構造。

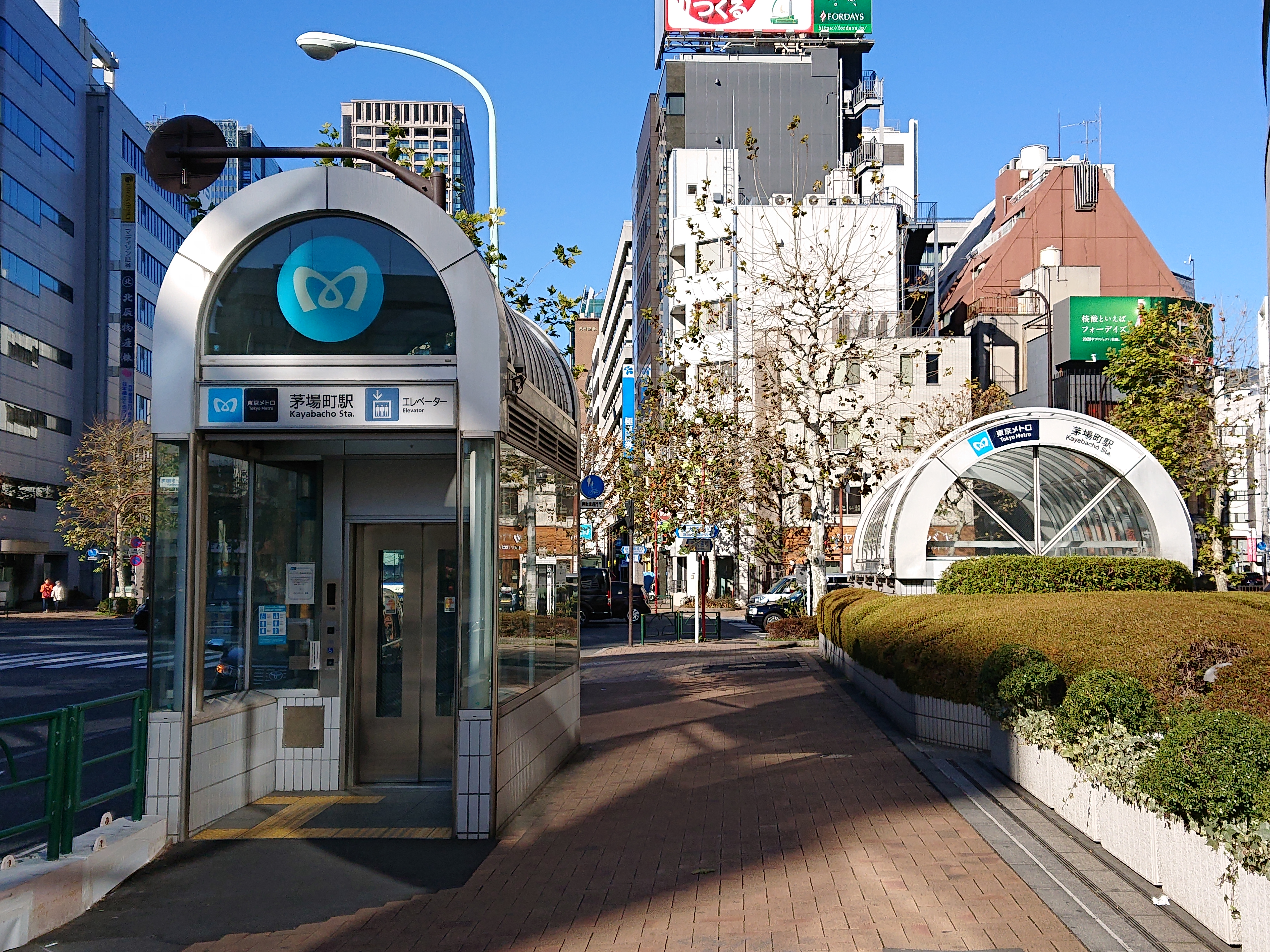
電梯專用出入口(2019年1月)
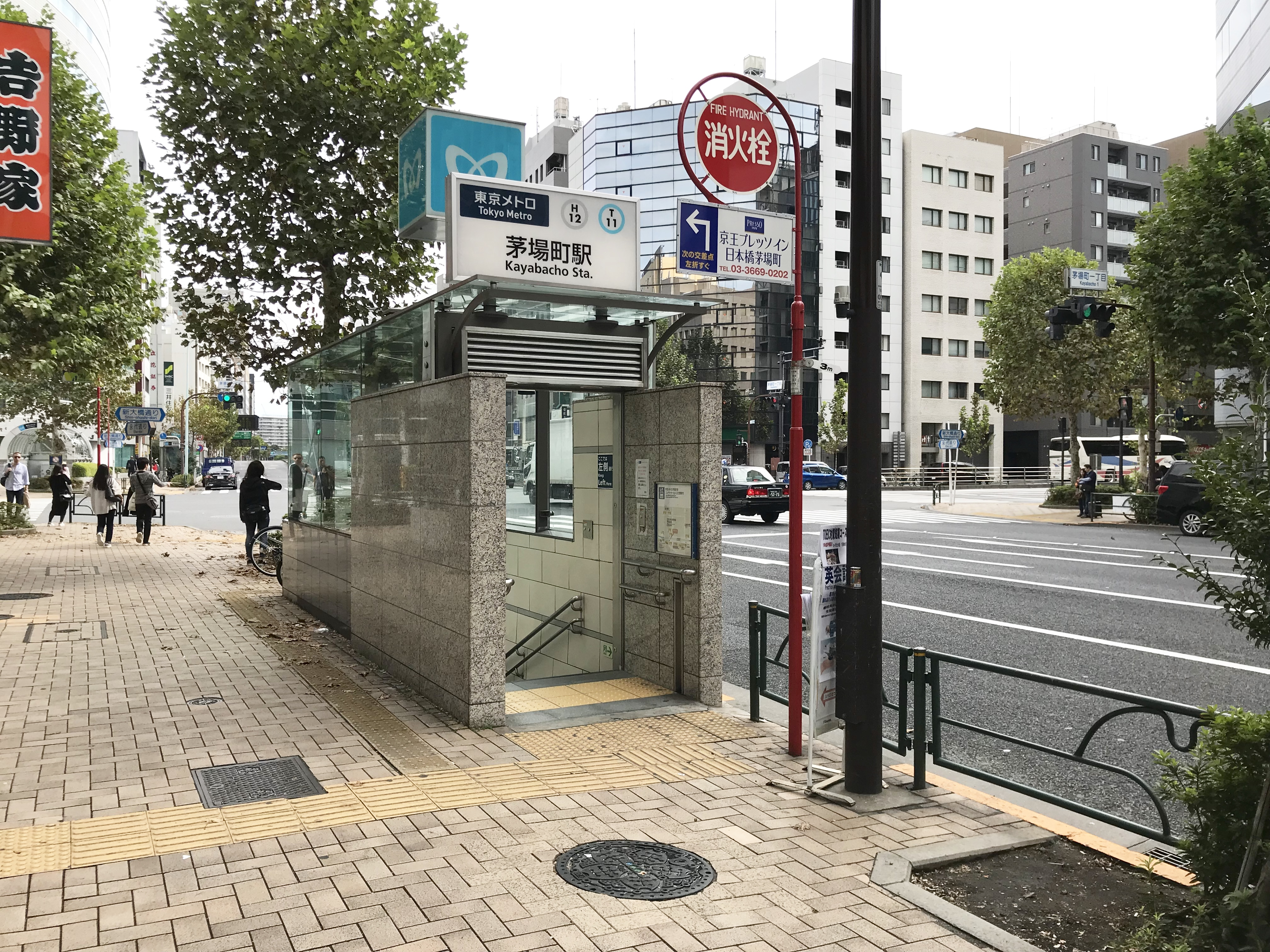
7號出入口(2018年10月)
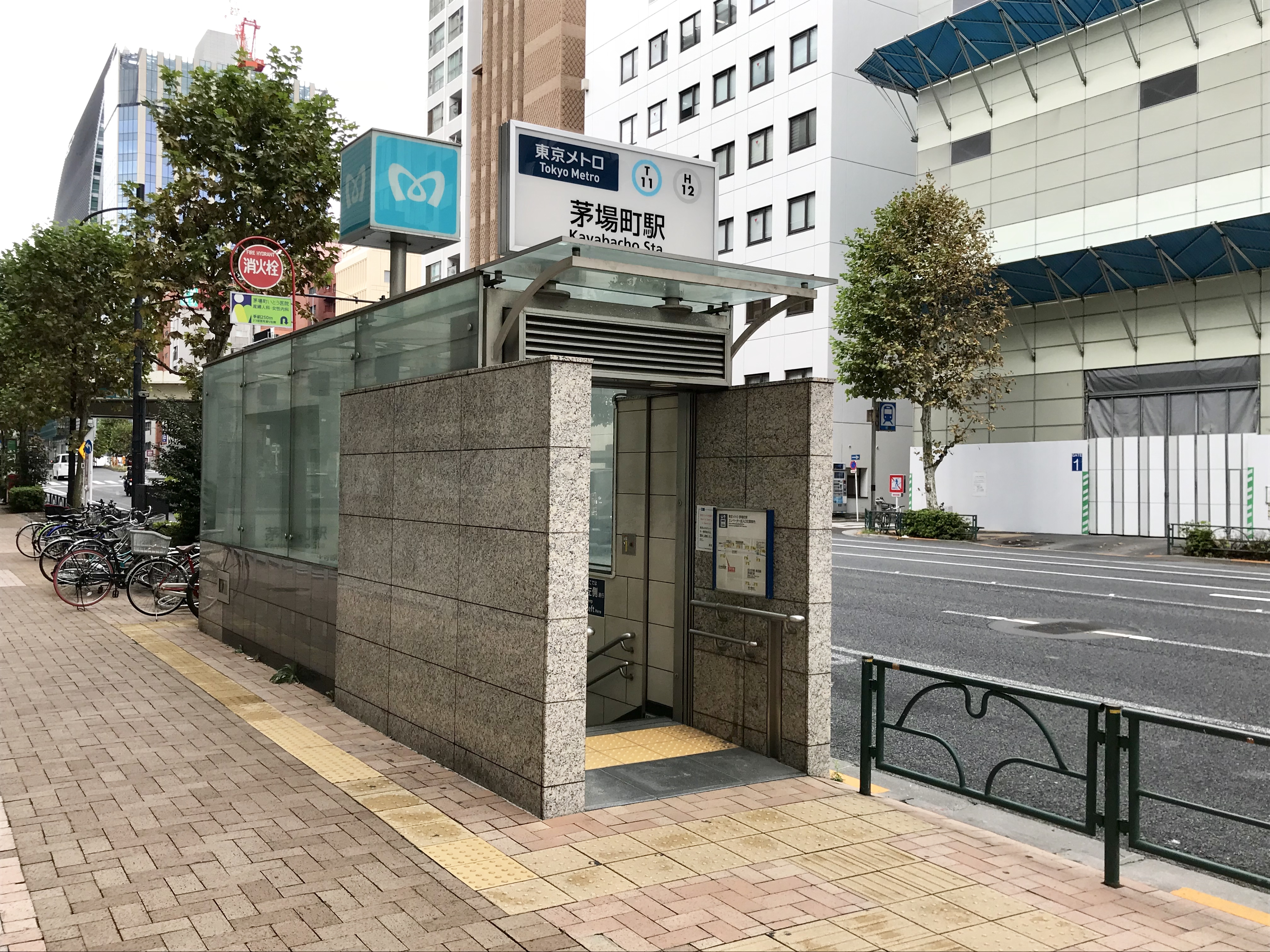
12號出入口（2018年10月）
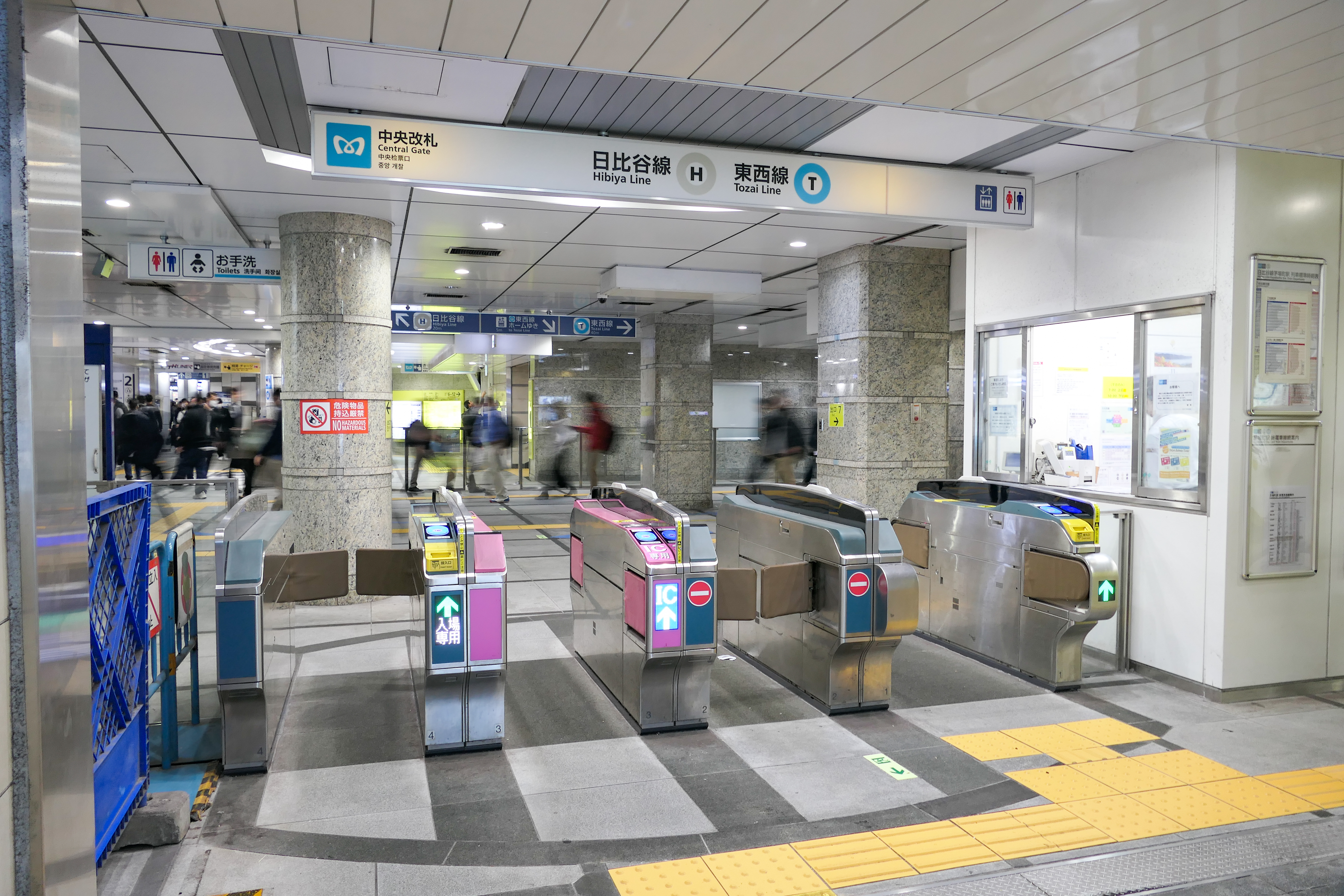
中央驗票口（2023年11月）
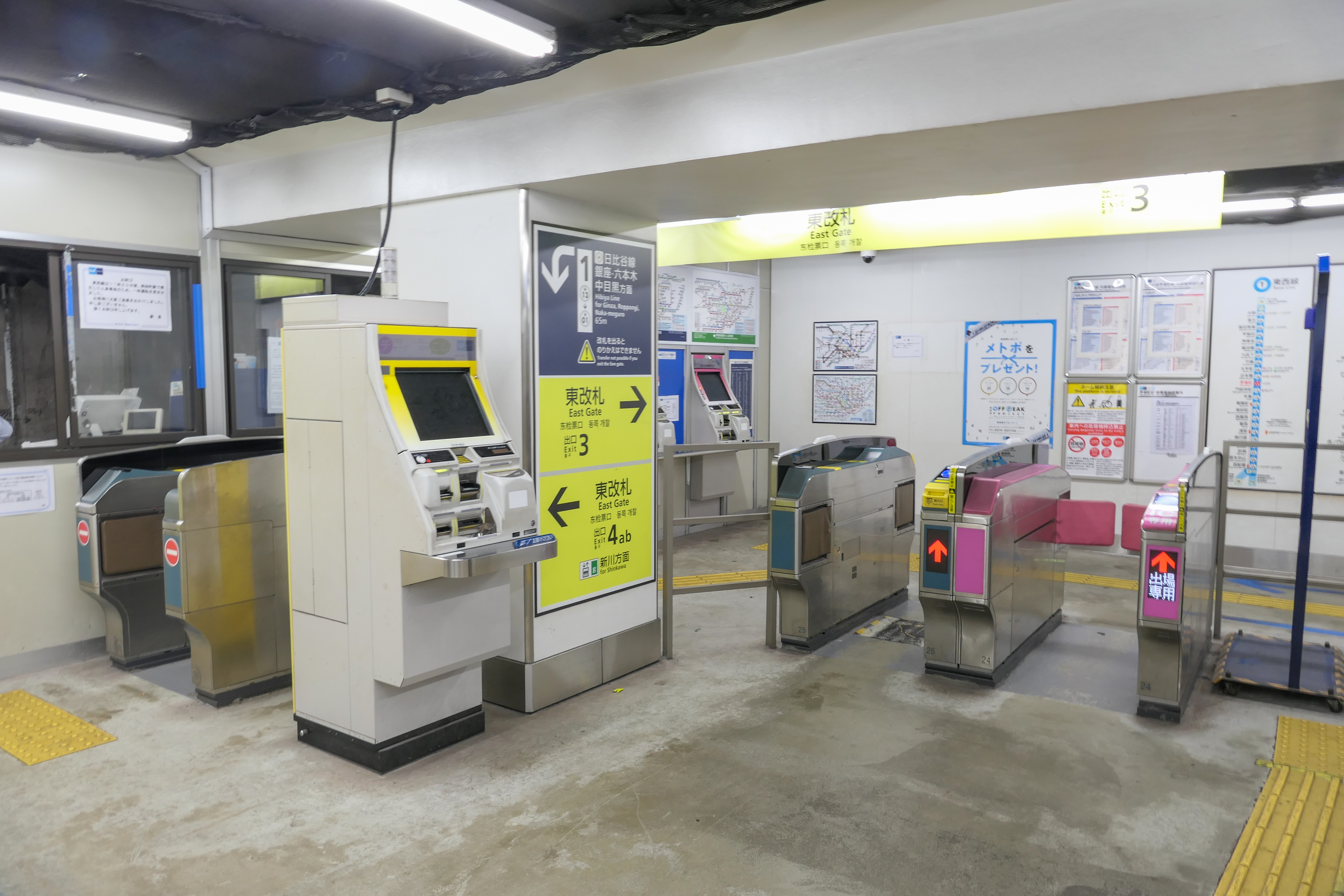
東驗票口（2023年11月）
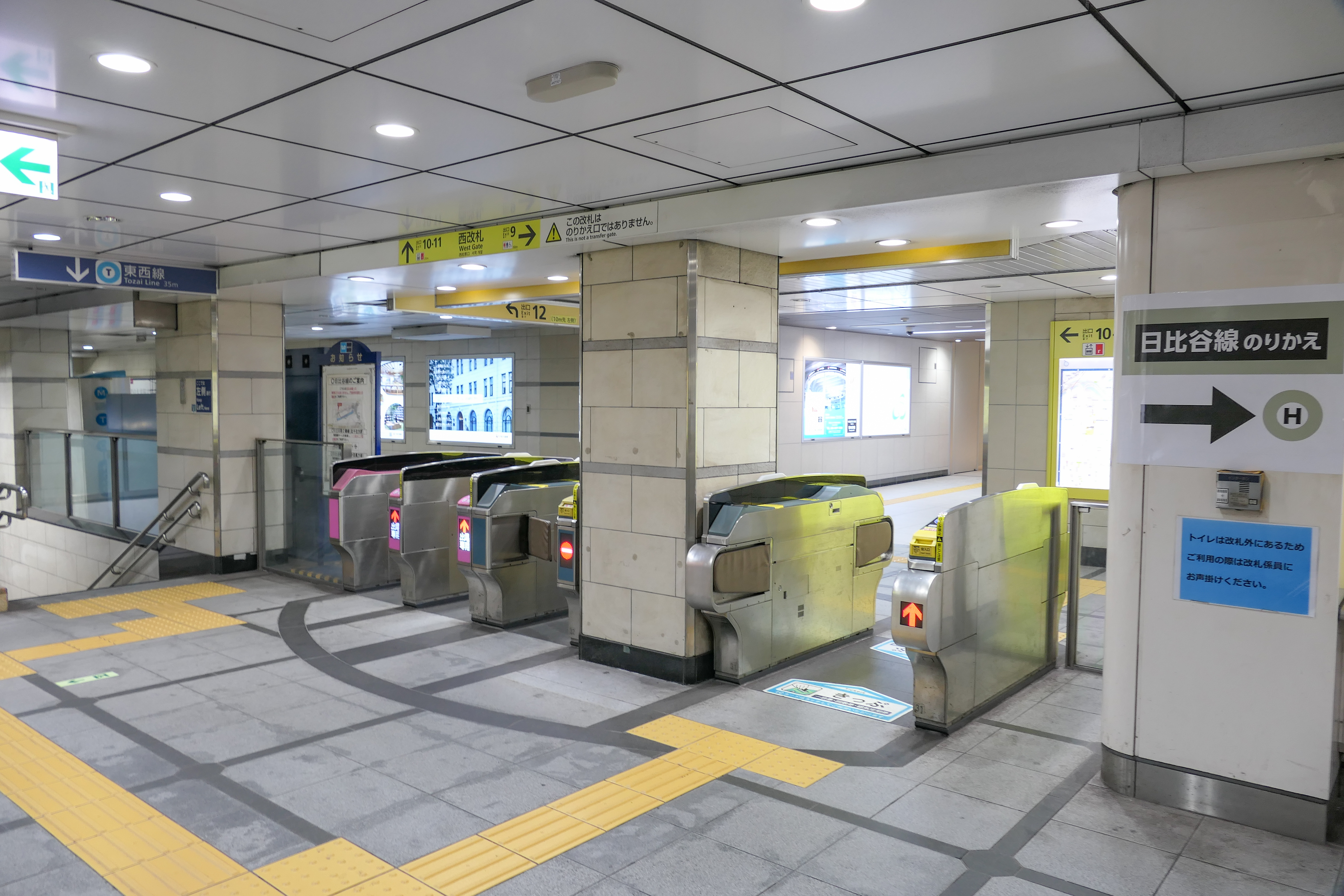
西驗票口（2023年11月）
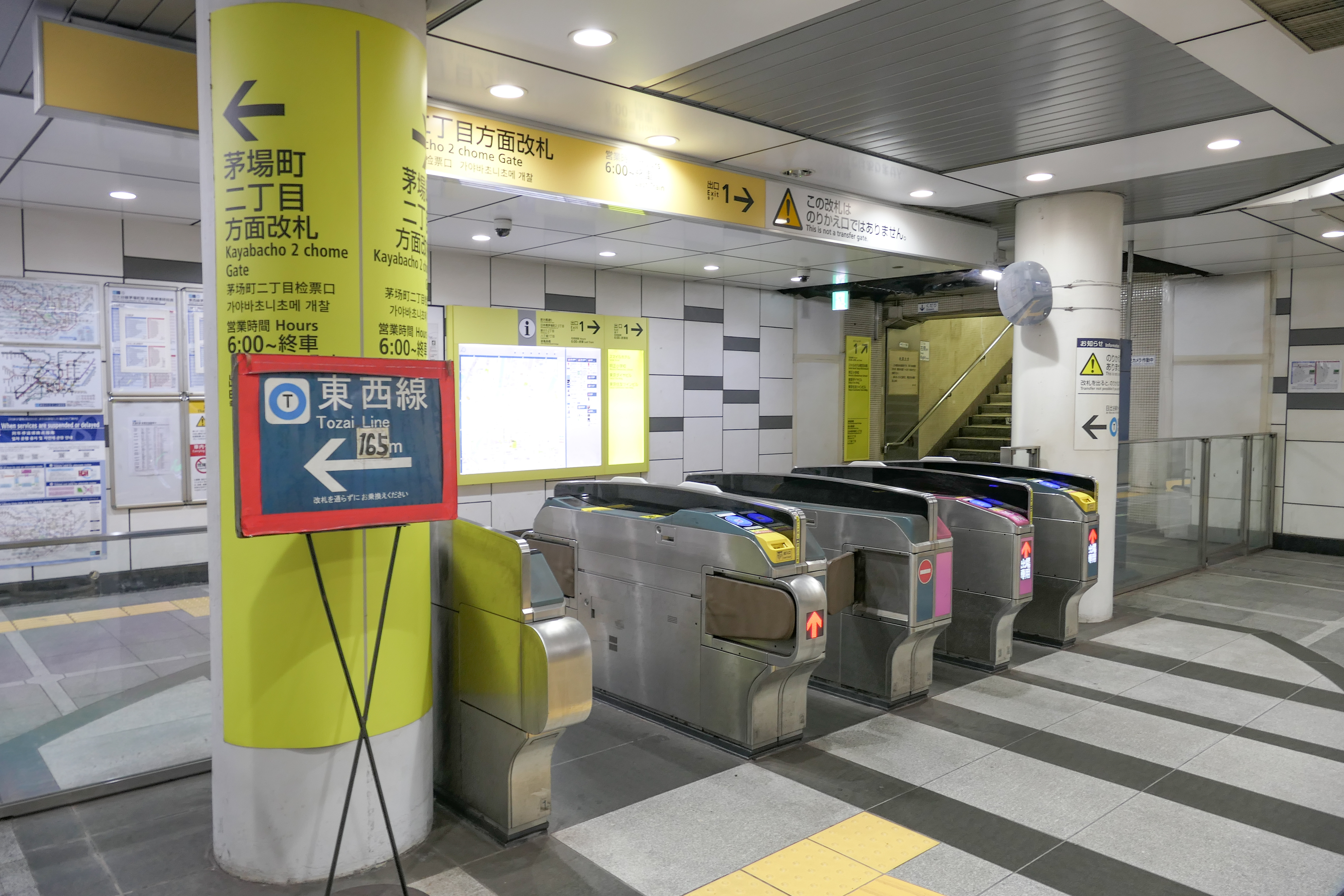
1號出口側往茅場町二丁目方向的驗票口（2023年11月）
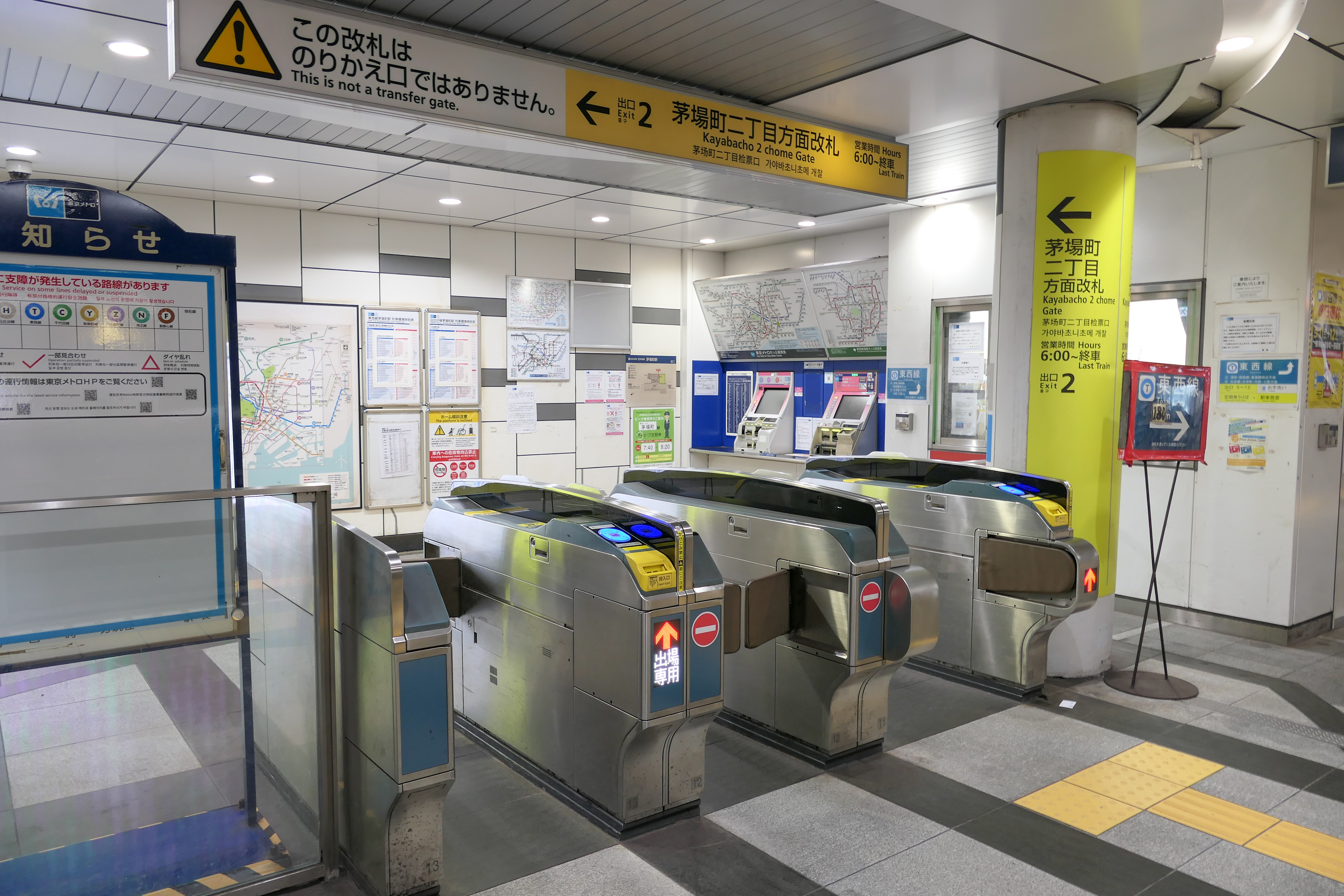
2號出口側往茅場町二丁目方向的驗票口（2023年11月）
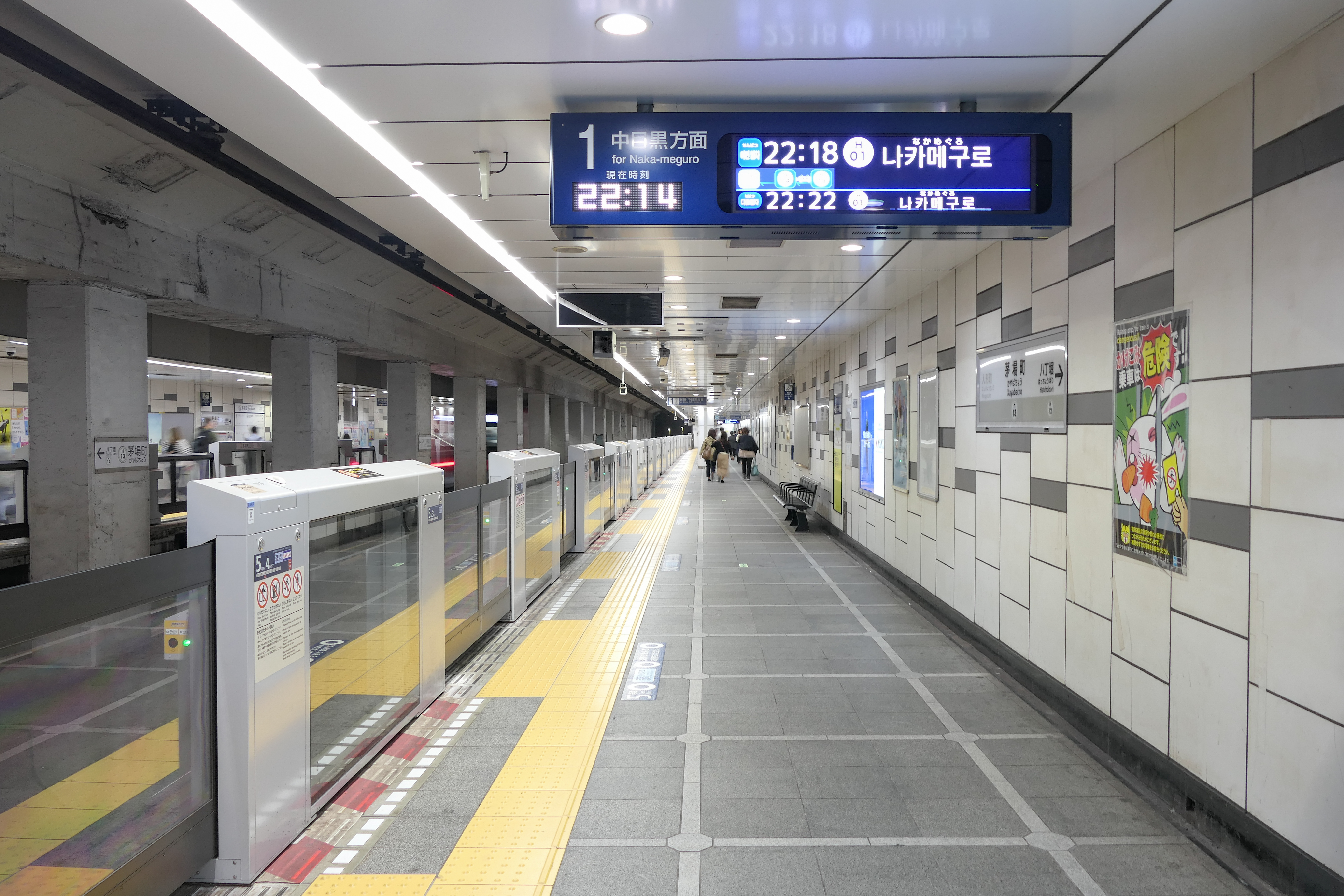
日比谷線1號月台（2023年11月）
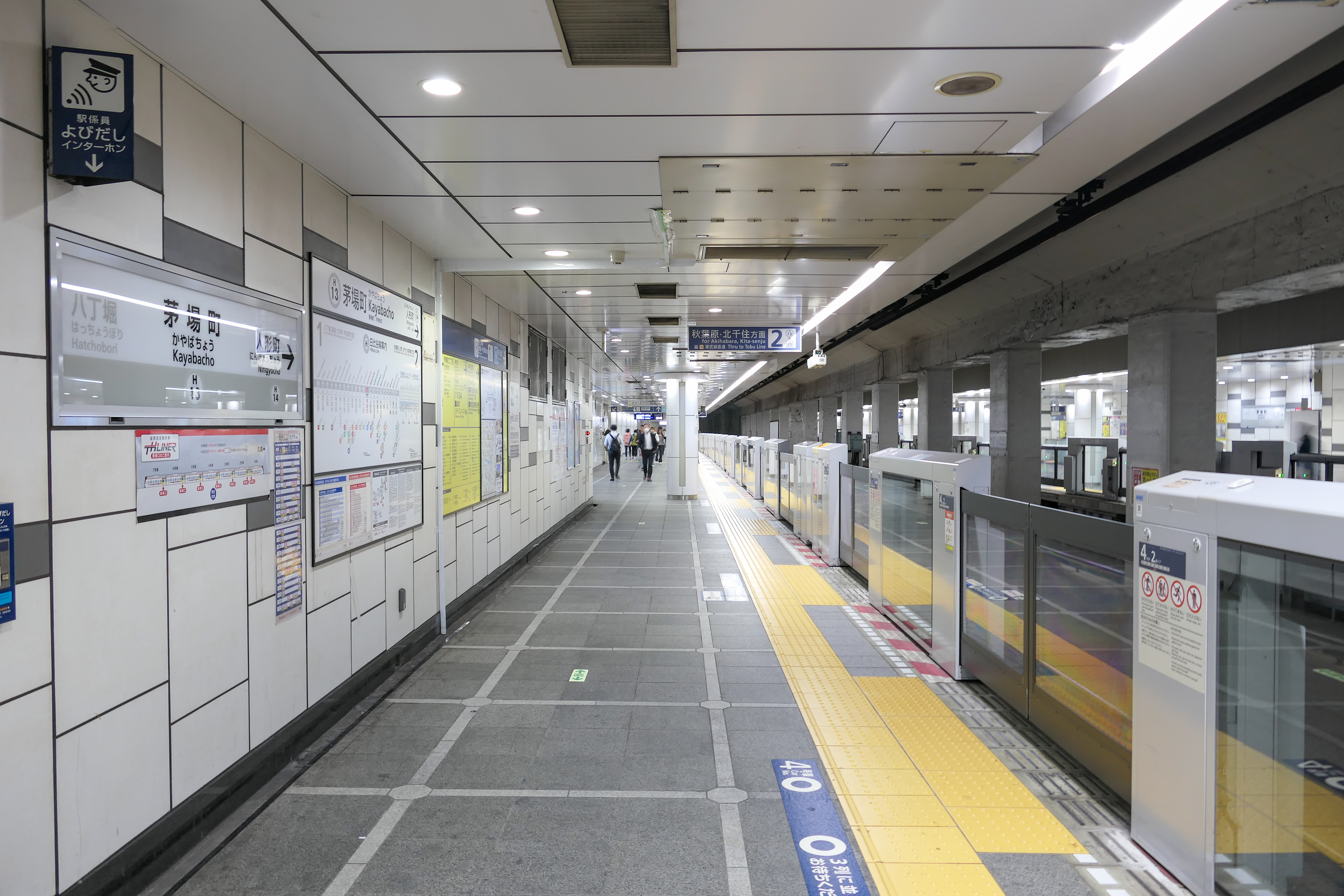
日比谷線2號月台（2023年11月）
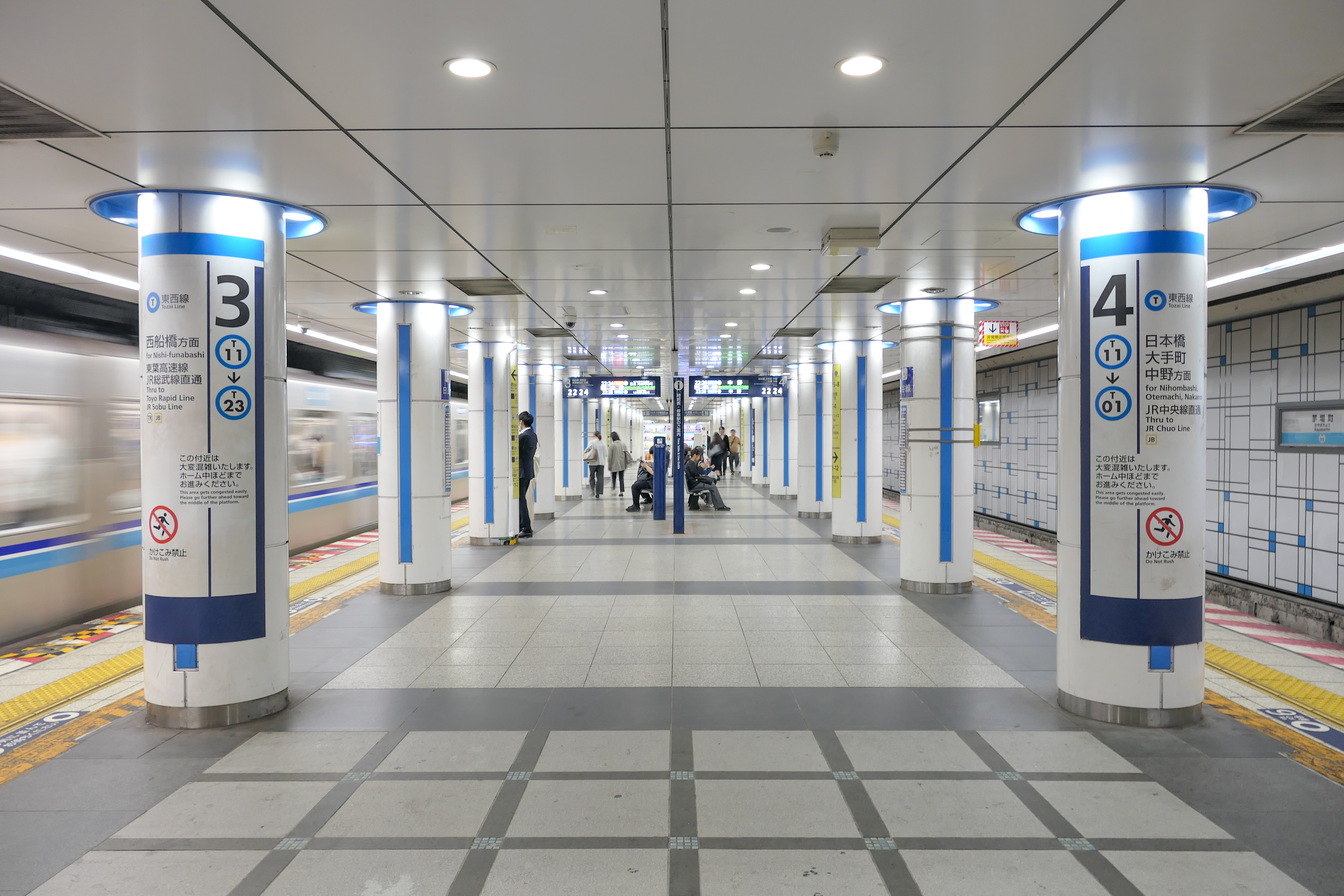
東西線3號與4號月台（2023年11月）

### 付費區外地下通道
東西線月台上方的付費區外地下通道是前往都營地下鐵淺草線日本橋站的連絡通道。但由於非轉乘站，無法購入連絡普通券。PASMO、Suica也不適用轉乘優惠。該通道繼續前進也可到東京地下鐵東西線日本橋站。
本站西剪票口至都營淺草線的地下通道開放時間為6時00分至23時00分。該通道由本站管理，都營淺草線側的鐵門也由本站站員負責。

### 問題點
1969年東西線全線開通、接著1996年與東葉高速鐵道開始相互直通運轉，加上1990年代後半以後的江東區、江戶川區地區興起大型公寓建設浪潮，沿線人口與乘客急速增加，使得本站構造的缺點逐漸浮現。其中，東西線月台階梯旁通道寬度不到3公尺，使得上車、下車、月台移動的乘客擠的水洩不通，動線大亂。對此，東京地下鐵在早晨尖峰時刻於月台增派站員，並配置兼職站員與警備員負責確保乘客的安全與流動，然而這些措施並無法根本解決問題。
2010年11月，東京地下鐵發表集團經營計畫『FORWARD TOKYO METRO PLAN 2012』，宣布導入闊門車15000系以及「改良茅場町站」。具體行動包括東西線月台往門前仲町側延伸40公尺，該延伸部分增設樓梯與電扶梯。另外，日比谷線月台人形町側拓寬。目標在2016年度完成。

### 月台配置
| 月台 | 路線     | 目的地                         |
| ---- | -------- | ------------------------------ |
| 1    | 日比谷線 | 銀座、六本木、中目黑方向       |
| 2    | 日比谷線 | 上野、北千住、南栗橋方向       |
| 3    | 東西線   | 西船橋、津田沼、東葉勝田台方向 |
| 4    | 東西線   | 日本橋、大手町、中野、三鷹方向 |

（來源：東京地下鐵:構內圖 （页面存档备份，存于））

### 站內設施
- 電扶梯分別在東西線月台與日比谷線1號月台及東剪票口之間有1座上行電扶梯，東西線月台與日比谷線2號月台及中央剪票口之間有上下雙向電扶梯，東西線月台與西剪票口之間有上下雙向電扶梯。但平日早晨尖峰時刻為了消化人潮全部都是向上運轉。
- 東西線月台與西剪票口內之間、東剪票口外與地面（4b出入口附近）之間各有一座電梯。
- 廁所在中央剪票口內與西剪票口外各有1座，西剪票口外廁所有無障礙設施。
- 定期券售票處在中央剪票口與西剪票口之間的站外地下通道。
- 商店METRO'S（日语：メトロコマース）在中央剪票口內與東剪票口內各1處，東西線月台上有兩處。
- 東剪票口外、定期券售票處附近、西剪票口外皆有投幣式置物櫃。
- 中央剪票口外有郵貯銀行ATM，東剪票口內有新生銀行ATM。

## 利用狀況
2017年度1日平均上下車人次為129,847人，東京地下鐵全部130個車站當中排名24位。該數值不含日比谷線、東西線間轉乘人次。
- 若包含日比谷線、東西線間轉乘人次在內，2017年度各路線1日平均上下車人次如下[5]。
  - 日比谷線：188,753人 - 同線內僅次於北千住站、中目黑站排名第3位。
  - 東西線：218,132人 - 同線內次於西船橋站、大手町站、日本橋站排名第4位。

近年1日平均上下車人次如下表。
| 年度               | 東京地下鐵         | 東京地下鐵 |
| 年度               | 1日平均 上下車人次 | 增長率     |
| ------------------ | ------------------ | ---------- |
| 1999年（平成11年） | 123,669            |            |
| 2000年（平成12年） | 124,733            | 0.9%       |
| 2001年（平成13年） | 124,978            | 0.2%       |
| 2002年（平成14年） | 122,703            | −1.8%      |
| 2003年（平成15年） | 120,101            | −2.1%      |
| 2004年（平成16年） | 116,653            | −2.9%      |
| 2005年（平成17年） | 117,003            | 0.3%       |
| 2006年（平成18年） | 116,311            | −0.6%      |
| 2007年（平成19年） | 125,004            | 7.4%       |
| 2008年（平成20年） | 126,658            | 1.3%       |
| 2009年（平成21年） | 121,154            | −4.3%      |
| 2010年（平成22年） | 118,430            | −2.2%      |
| 2011年（平成23年） | 117,903            | −0.4%      |
| 2012年（平成24年） | 117,262            | −0.5%      |
| 2013年（平成25年） | 118,113            | 0.7%       |
| 2014年（平成26年） | 119,890            | 1.5%       |
| 2015年（平成27年） | 124,210            | 3.6%       |
| 2016年（平成28年） | 127,550            | 2.7%       |
| 2017年（平成29年） | 129,847            | 1.8%       |

### 各年度1日平均上車人次（1962年－2000年）
| 年度               | 日比谷線 | 東西線 | 來源              |
| ------------------ | -------- | ------ | ----------------- |
| 1962年（昭和37年） | 5,205    | 未開業 | [ 東京都統計 1 ]  |
| 1963年（昭和38年） | 8,472    | 未開業 | [ 東京都統計 2 ]  |
| 1964年（昭和39年） | 14,678   | 未開業 | [ 東京都統計 3 ]  |
| 1965年（昭和40年） | 20,291   | 未開業 | [ 東京都統計 4 ]  |
| 1966年（昭和41年） | 21,854   | 未開業 | [ 東京都統計 5 ]  |
| 1967年（昭和42年） | 20,120   | 12,348 | [ 東京都統計 6 ]  |
| 1968年（昭和43年） | 47,362   | 43,146 | [ 東京都統計 7 ]  |
| 1969年（昭和44年） | 65,673   | 64,663 | [ 東京都統計 8 ]  |
| 1970年（昭和45年） | 71,225   | 74,868 | [ 東京都統計 9 ]  |
| 1971年（昭和46年） | 75,951   | 77,634 | [ 東京都統計 10 ] |
| 1972年（昭和47年） | 75,414   | 77,940 | [ 東京都統計 11 ] |
| 1973年（昭和48年） | 72,164   | 76,178 | [ 東京都統計 12 ] |
| 1974年（昭和49年） | 49,710   |        | [ 東京都統計 13 ] |
| 1975年（昭和50年） | 51,555   |        | [ 東京都統計 14 ] |
| 1976年（昭和51年） | 22,786   | 29,181 | [ 東京都統計 15 ] |
| 1977年（昭和52年） | 23,792   | 30,027 | [ 東京都統計 16 ] |
| 1978年（昭和53年） | 22,578   | 30,153 | [ 東京都統計 17 ] |
| 1979年（昭和54年） | 22,926   | 30,434 | [ 東京都統計 18 ] |
| 1980年（昭和55年） | 22,663   | 31,027 | [ 東京都統計 19 ] |
| 1981年（昭和56年） | 23,074   | 31,816 | [ 東京都統計 20 ] |
| 1982年（昭和57年） | 23,438   | 32,285 | [ 東京都統計 21 ] |
| 1983年（昭和58年） | 23,970   | 34,087 | [ 東京都統計 22 ] |
| 1984年（昭和59年） | 25,214   | 34,962 | [ 東京都統計 23 ] |
| 1985年（昭和60年） | 25,170   | 35,608 | [ 東京都統計 24 ] |
| 1986年（昭和61年） | 26,315   | 37,474 | [ 東京都統計 25 ] |
| 1987年（昭和62年） | 27,615   | 39,210 | [ 東京都統計 26 ] |
| 1988年（昭和63年） | 28,855   | 40,964 | [ 東京都統計 27 ] |
| 1989年（平成元年） | 29,726   | 42,542 | [ 東京都統計 28 ] |
| 1990年（平成02年） | 30,329   | 43,630 | [ 東京都統計 29 ] |
| 1991年（平成03年） | 29,388   | 41,292 | [ 東京都統計 30 ] |
| 1992年（平成04年） | 29,227   | 39,318 | [ 東京都統計 31 ] |
| 1993年（平成05年） | 28,137   | 39,529 | [ 東京都統計 32 ] |
| 1994年（平成06年） | 27,688   | 39,282 | [ 東京都統計 33 ] |
| 1995年（平成07年） | 26,893   | 38,426 | [ 東京都統計 34 ] |
| 1996年（平成08年） | 27,000   | 38,893 | [ 東京都統計 35 ] |
| 1997年（平成09年） | 26,852   | 38,907 | [ 東京都統計 36 ] |
| 1998年（平成10年） | 26,277   | 36,707 | [ 東京都統計 37 ] |
| 1999年（平成11年） | 25,943   | 35,721 | [ 東京都統計 38 ] |
| 2000年（平成12年） | 25,786   | 36,304 | [ 東京都統計 39 ] |

### 各年度1日平均上車人次（2001年以後）
近年1日平均上車人次如下表。
| 年度               | 日比谷線 | 東西線 | 來源              |
| ------------------ | -------- | ------ | ----------------- |
| 2001年（平成13年） | 25,397   | 36,521 | [ 東京都統計 40 ] |
| 2002年（平成14年） | 24,526   | 35,978 | [ 東京都統計 41 ] |
| 2003年（平成15年） | 23,669   | 35,522 | [ 東京都統計 42 ] |
| 2004年（平成16年） | 23,482   | 35,605 | [ 東京都統計 43 ] |
| 2005年（平成17年） | 23,797   | 35,742 | [ 東京都統計 44 ] |
| 2006年（平成18年） | 24,060   | 35,282 | [ 東京都統計 45 ] |
| 2007年（平成19年） | 25,511   | 38,115 | [ 東京都統計 46 ] |
| 2008年（平成20年） | 25,553   | 38,877 | [ 東京都統計 47 ] |
| 2009年（平成21年） | 24,397   | 38,225 | [ 東京都統計 48 ] |
| 2010年（平成22年） | 23,707   | 36,581 | [ 東京都統計 49 ] |
| 2011年（平成23年） | 23,710   | 36,314 | [ 東京都統計 50 ] |
| 2012年（平成24年） | 23,496   | 36,167 | [ 東京都統計 51 ] |
| 2013年（平成25年） | 23,589   | 36,458 | [ 東京都統計 52 ] |
| 2014年（平成26年） | 23,904   | 36,945 | [ 東京都統計 53 ] |
| 2015年（平成27年） | 24,486   | 38,552 | [ 東京都統計 54 ] |
| 2016年（平成28年） | 25,041   | 39,658 | [ 東京都統計 55 ] |

備考
1. ↑  1963年2月28日開業。開業日から同年3月31日までの計32日間を集計したデータ。
2. ↑  1967年9月14日開業。開業日から翌年3月31日までの計200日間を集計したデータ。

## 車站周邊
由於接近兜町，周邊有許多證券公司。但在1997年證券業界大型企業山一證券破產後，銀行與證券公司的重整、合併、解散、總部搬遷等，讓這一帶失去以前作為世界三大金融街之一的榮景。另外，由於前往東京站、東京迪士尼渡假區、日本武道館等都極為便利，車站周邊有許多商務旅館聚集。
- 東京證券交易所
- 澀澤City Place - 澀澤倉庫（日语：澁澤倉庫）租賃大樓
- 日本證券金融（日语：日本証券金融）
- 極東證券（日语：極東証券）本社
- 東京證券會館
  - 日本證券投資顧問業協會（日语：日本証券投資顧問業協会）
  - 大阪證券交易所東京支社
  - 東京證券信用組合（日语：東京証券信用組合）本店
- 警視廳中央警察署（日语：中央警察署 (東京都)）
- 東京消防廳日本橋消防署
- 中央區新場橋區民館
- 日本橋茅場町郵便局
- 日本橋小網町郵便局
- 中央新川郵便局
- 中央FM（日语：中央エフエム）（RADIOCITY）
- 花王本社
- SB食品（日语：エスビー食品）本社
- 日本IBM本社
- 日本Guardian Angels（英语：Guardian Angels）本部
- 日清OilliO集團（日语：日清オイリオグループ）本社
- PLENUS（日语：プレナス）（Hotto Motto） 東京辦公室
- 京王布萊索酒店（日语：京王プレッソイン）茅場町
- 法華Inn飯店（日语：法華クラブ）東京日本橋
- Villa Fontaine（日语：ヴィラフォンテーヌ）茅場町
- 相鐵FRESA INN（日语：相鉄フレッサイン）日本橋茅場町日本橋
- 日本保釋支援協會（日语：日本保釈支援協会）
- 永代通（日语：永代通り）
- 新大橋通（東京都道·千葉縣道50號東京市川線（日语：東京都道・千葉県道50号東京市川線））
- 龜島川（日语：亀島川）
- 日本橋川
- 小網神社

## 巴士路線
最近的巴士站是永代通與平成通交會的「茅場町」、永代通上的「兜町」及平成通的「茅場町、兜町東證前」。以下路線由東京都交通局（都營）、平和交通（平和）、日之丸自動車興業（日之丸）運行。
茅場町
- 東20系統：往東京站丸之內北口／經東京都現代美術館前往錦糸町站（都營）
- 東22系統：往東京站丸之內北口／經千田往錦糸町站（都營）
- 錦11系統：往築地站／經濱町中之橋往錦糸町站／往龜戶站（都營）

兜町
- 東20系統：往東京站丸之內北口／經東京都現代美術館前往錦糸町站（都營）
- 東22系統：往東京站丸之內北口／經千田往錦糸町站前（都營）
- My Town Liner（深夜急行巴士）：往千代田團地入口／往山田交流道入口／往五井站／往JR成田站／往印旛日本醫大站（平和）

茅場町、兜町東證前
- Metro link日本橋E線：往東京站八重洲口方向（日之丸）

## 其他
- 過去使用與營團其他車站不同的發車聲，2003年10月更新撥放裝置後才與其他站統一。
- 由於兩線的交會構造，人潮集中在東西線門前仲町側與日比谷線人形町側，加上這兩條路線是日本地下鐵中混雜率排名前茅的路線，早晨尖峰時刻的人潮非常擁擠。對此，站內正在進行改良工程以消解人潮。
- 日比谷線月台壁面的站名標有多種尺寸。最初使用大長方形站名標，靠近東西線轉乘大廳的月台進行改良工程時加上小長方形站名標。這種尺寸不一的情形也可在上野站見到，日比谷線中使用大長方形站名標的只有本站與上野站。

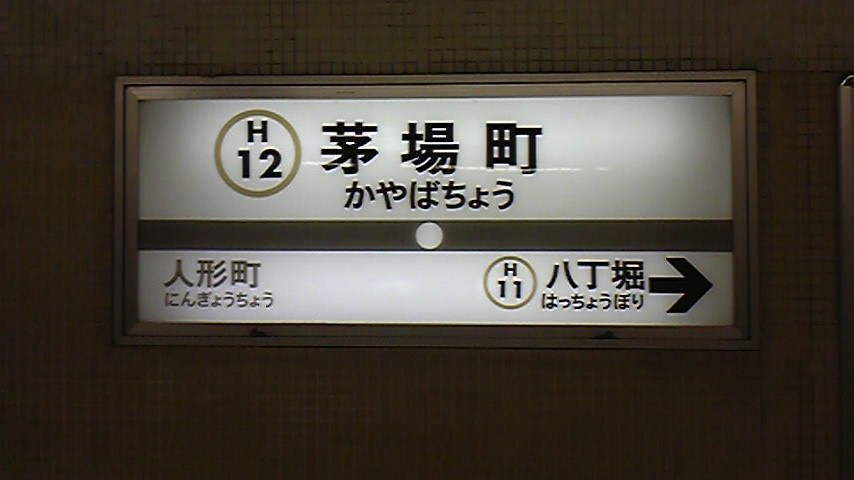
日比谷線大型站名標

- 東西線月台壁面的站名標在開業當時使用大長方形站名標，之後改為小長方形站名標，但因裝設位置過高，過去行駛的舊型車輛（5000系（日语：営団5000系電車）等）車窗無法看見。因此，為了讓車內也能確認站名，所有站名標下方加上平假名站名貼紙。
- 東西線本站與門前仲町站之間有防水閘門。這是為了防止隅田川淹入隧道內造成全線淹水所設置。
- 上野站務管區茅場町地域管轄本站與日比谷線人形町站兩站。該站開業時屬人形町站務區，之後隨著東西線茅場町站開業，而將站務區機能移至空間較廣的本站，並更名為茅場町站務區。
- 中央剪票口至西剪票口的地下通道，東京地下鐵常用來舉行活動。

## 相鄰車站
東京地下鐵
 日比谷線
八丁堀（H 12）－茅場町（H 13）－人形町（H 14）
 東西線（東陽町以西所有列車各站停車）
日本橋（T 10）－茅場町（T 11）－門前仲町（T 12）

## 來源
地下鐵1日平均使用人數
地下鐵統計資料
1. ↑  .   [2017-03-13]. （原始内容存档于2016-04-01）.

東京都統計年鑑
1. ↑  .   [2019-01-07]. （原始内容存档于2015-06-29）.
2. ↑  .   [2019-01-07]. （原始内容存档于2015-06-29）.
3. ↑  .   [2019-01-07]. （原始内容存档于2015-06-29）.
4. ↑  .   [2019-01-07]. （原始内容存档于2016-03-05）.
5. ↑  .   [2019-01-07]. （原始内容存档于2016-03-05）.
6. ↑  .   [2019-01-07]. （原始内容存档于2016-03-05）.
7. ↑  .   [2019-01-07]. （原始内容存档于2016-03-05）.
8. ↑  .   [2019-01-07]. （原始内容存档于2016-03-05）.
9. ↑  .   [2019-01-07]. （原始内容存档于2016-03-05）.
10. ↑  .   [2019-01-07]. （原始内容存档于2015-06-29）.
11. ↑  .   [2019-01-07]. （原始内容存档于2015-06-29）.
12. ↑  .   [2019-01-07]. （原始内容存档于2015-06-29）.
13. ↑  .   [2019-01-07]. （原始内容存档于2016-03-05）.
14. ↑  .   [2019-01-07]. （原始内容存档于2016-06-02）.
15. ↑  .   [2019-01-07]. （原始内容存档于2015-06-29）.
16. ↑  .   [2019-01-07]. （原始内容存档于2016-03-05）.
17. ↑  .   [2019-01-07]. （原始内容存档于2015-06-29）.
18. ↑  .   [2019-01-07]. （原始内容存档于2016-03-05）.
19. ↑  .   [2019-01-07]. （原始内容存档于2016-03-05）.
20. ↑  .   [2019-01-07]. （原始内容存档于2016-03-05）.
21. ↑  .   [2019-01-07]. （原始内容存档于2015-06-29）.
22. ↑  .   [2019-01-07]. （原始内容存档于2015-06-29）.
23. ↑  .   [2019-01-07]. （原始内容存档于2015-06-29）.
24. ↑  .   [2019-01-07]. （原始内容存档于2016-03-05）.
25. ↑  .   [2019-01-07]. （原始内容存档于2016-03-05）.
26. ↑  .   [2019-01-07]. （原始内容存档于2015-06-29）.
27. ↑  .   [2019-01-07]. （原始内容存档于2016-03-05）.
28. ↑  .   [2019-01-07]. （原始内容存档于2016-03-05）.
29. ↑  .   [2019-01-07]. （原始内容存档于2016-03-05）.
30. ↑  .   [2019-01-07]. （原始内容存档于2016-03-05）.
31. ↑  .   [2017-03-13]. （原始内容存档于2013-08-15）.
32. ↑  .   [2017-03-13]. （原始内容存档于2013-02-03）.
33. ↑  .   [2017-03-13]. （原始内容存档于2013-02-03）.
34. ↑  .   [2017-03-13]. （原始内容存档于2013-02-03）.
35. ↑  .   [2017-03-13]. （原始内容存档于2013-02-03）.
36. ↑  .   [2017-03-13]. （原始内容存档于2016-03-04）.
37. ↑  平成10年PDF
38. ↑  平成11年PDF
39. ↑  .   [2017-03-13]. （原始内容存档于2016-03-04）.
40. ↑  .   [2017-03-13]. （原始内容存档于2016-03-04）.
41. ↑  .   [2017-03-13]. （原始内容存档于2017-07-29）.
42. ↑  .   [2017-03-13]. （原始内容存档于2017-07-29）.
43. ↑  .   [2017-03-13]. （原始内容存档于2017-07-29）.
44. ↑  .   [2017-03-13]. （原始内容存档于2017-07-29）.
45. ↑  .   [2017-03-13]. （原始内容存档于2017-07-29）.
46. ↑  .   [2017-03-13]. （原始内容存档于2017-07-29）.
47. ↑  .   [2017-03-13]. （原始内容存档于2017-07-29）.
48. ↑  .   [2017-03-13]. （原始内容存档于2016-03-26）.
49. ↑  .   [2017-03-13]. （原始内容存档于2016-03-27）.
50. ↑  .   [2017-03-13]. （原始内容存档于2016-03-25）.
51. ↑  .   [2017-03-13]. （原始内容存档于2016-03-27）.
52. ↑  .   [2017-03-13]. （原始内容存档于2016-03-22）.
53. ↑  .   [2017-03-13]. （原始内容存档于2017-07-30）.
54. ↑  .   [2019-01-07]. （原始内容存档于2018-11-09）.
55. ↑  .   [2019-01-07]. （原始内容存档于2019-05-02）.

## 外部連結
- 茅場町/H13/T11 | 路線・車站資訊 | 東京地下鐵